# Gegunung Wetan
Gegunung Wetan is een bestuurslaag in het regentschap Rembang van de provincie Midden-Java, Indonesië. Gegunung Wetan telt 1517 inwoners (volkstelling 2010).